# Schultze Gets the Blues

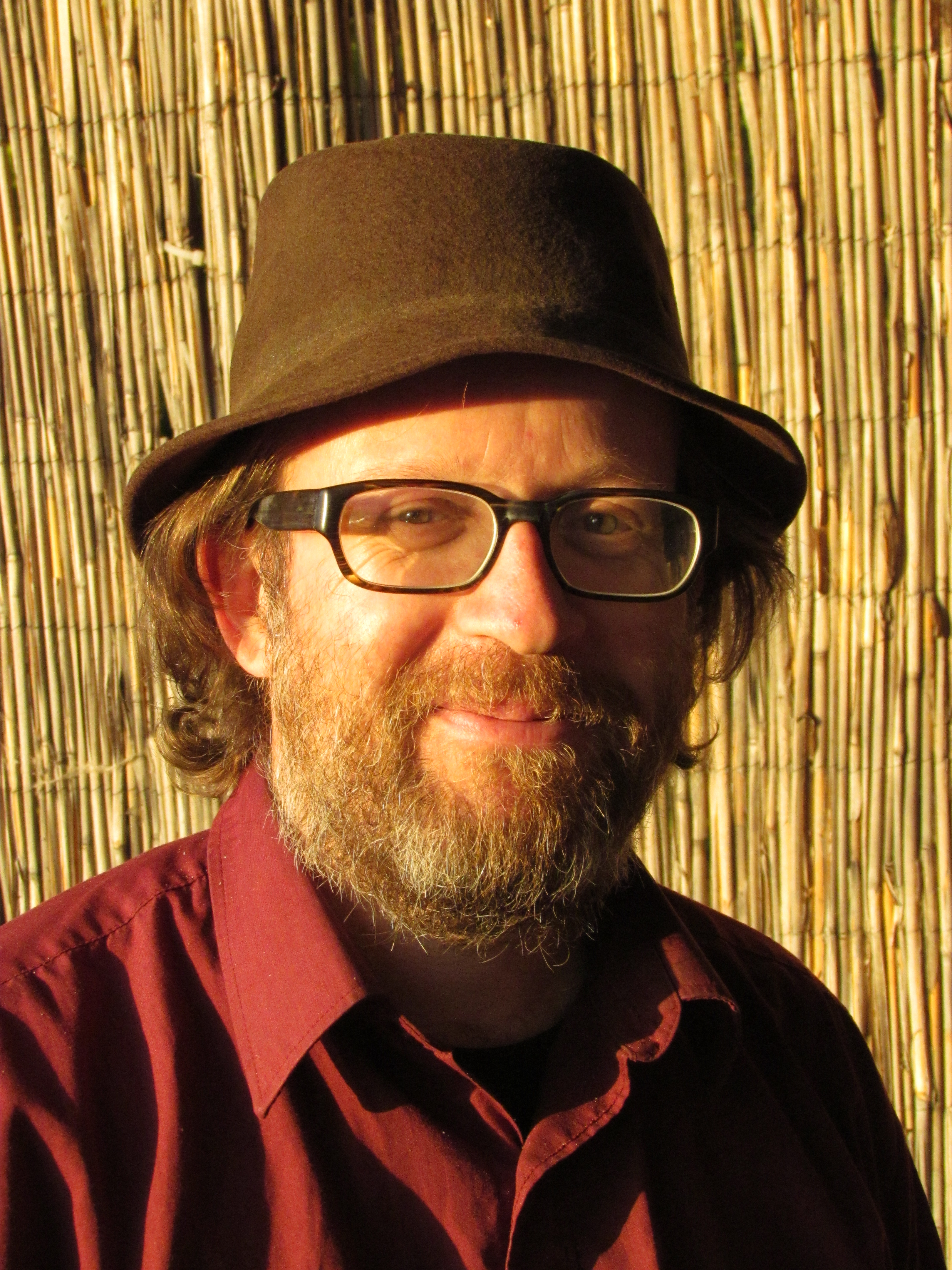
Michael Schorr, réalisateur et scénariste de Schultze Gets the Blues.

Schultze Gets the Blues est un film allemand réalisé par Michael Schorr, sorti en 2003.

## Fiche technique
- Titre : Schultze Gets the Blues
- Réalisation : Michael Schorr
- Scénario : Michael Schorr
- Production : Jens Körner, Oliver Niemeier, Thomas Riedel
- Musique : Dirk Niemeier et Thomas Wittenbecher
- Photographie : Axel Schneppat
- Montage : Tina Hillmann
- Pays d'origine : Allemagne
- Format : Couleurs - 1,85:1 - Dolby Digital
- Genre : Comédie dramatique, musical
- Durée : 114 minutes
- Date de sortie : 2003

## Distribution
- Horst Krause (VQ : André Montmorency) : Schultze
- Harald Warmbrunn (de) (VQ : Aubert Pallascio) : Jürgen
- Karl-Fred Müller (VQ : Hubert Gagnon) : Manfred
- Ursula Schucht : Femme de Jürgen
- Hannelore Schubert : Femme de Manfred
- Erwin Meinicke : Joueur de skat
- Hans Hohmann : Joueur de skat
- Siegfried Zimmermann : Joueur de skat

Source et légende : Version québécoise (VQ) sur Doublage Québec

## Prix
- Grand prix au Festival international du film de Stockholm de 2003